# Ziguinchor (regio)
Ziguinchor is een regio in Senegal. De regio hoort bij het gebiedsdeel Casamance en staat ook bekend onder de naam Basse Casamance. De hoofdstad van de regio is Ziguinchor, het heeft een oppervlakte van 7339 km² en had tijdens de laatste volkstelling van 2002 437.986 inwoners. In 2011 telde de regio naar schatting 801.000 inwoners. Deze regio is ook het toneel van het Casamanceconflict.
De belangrijkste landbouwgewassen zijn rijst (met een areaal van 44.700 ha in 2005) en gierst. Daarna komen aardnoten.

## Geografie
De regio is gelegen aan de Atlantische Oceaan, met in het noorden het land Gambia, in het oosten de andere Senegalese regio Sédhiou en in het zuiden Guinee-Bissau. De rivier de Casamance mondt hier in de Atlantische Oceaan uit. Rond de brede monding van Casamance bevinden zich uitgestrekte moerassen.
De gelijknamige hoofdstad Ziguinchor is bij verre de grootste stad. Andere belangrijke plaatsen zijn Bignona en Oussouye.
De gemiddelde jaarlijkse neerslag bedraagt 1241 mm.

## Bestuurlijke indeling
De regio is onderverdeeld in drie departementen:

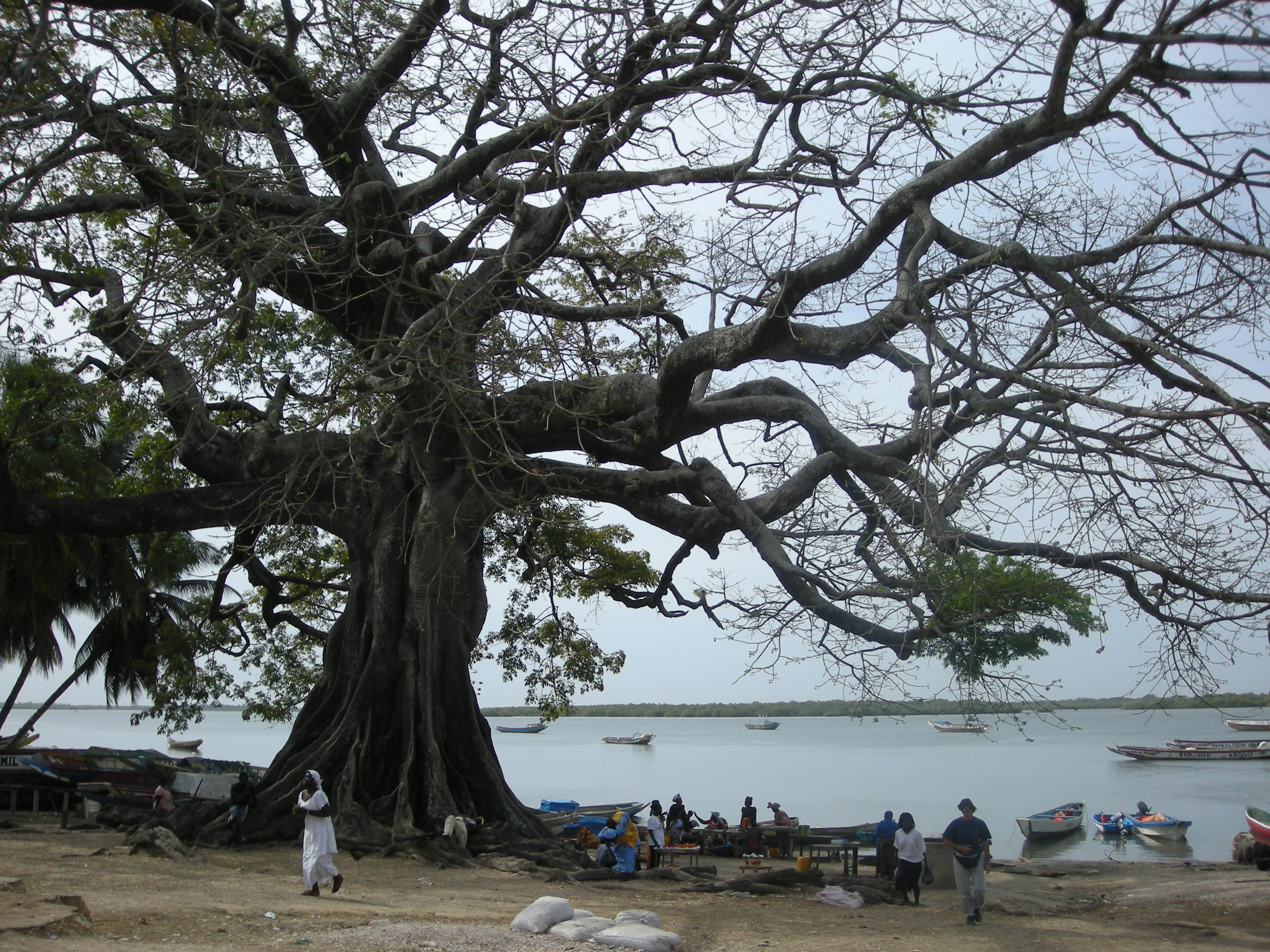
Elinkine

- Bignona
- Oussouye
- Ziguinchor

Dakar ·
Diourbel ·
Fatick ·
Kaffrine ·
Kaolack ·
Kédougou ·
Kolda ·
Louga ·
Matam ·
Saint-Louis ·
Sédhiou ·
Tambacounda ·
Thiès ·
Ziguinchor